# 足羽善行
足羽 善行（あしば よしゆき、1889年（明治22年）8月2日 - 1951年（昭和26年）1月28日）は、大日本帝国陸軍軍人。最終階級は陸軍少将。

## 経歴
1889年（明治22年）に島根県で生まれた。陸軍士官学校第24期卒業。1938年（昭和13年）10月に第26師団兵器部長に就任し、1939年（昭和14年）8月に陸軍歩兵大佐に進級した。1940年（昭和15年）8月に駐蒙軍兵器部長に転じ、1943年（昭和18年）11月に陸軍兵器行政本部附となった。
1945年（昭和20年）5月5日に東部軍管区兵器部長兼第12方面軍兵器部長に就任し、6月10日に陸軍少将に進級した。
1947年（昭和22年）11月28日、公職追放仮指定を受けた。